# Euonymus microcarpus
Euonymus microcarpus är en benvedsväxtart som först beskrevs av Daniel Oliver och Ludwig Eduard Theodor Loesener, och fick sitt nu gällande namn av Thomas Archibald Sprague. Euonymus microcarpus ingår i släktet Euonymus och familjen Celastraceae. Inga underarter finns listade.